# Niels Diffrient

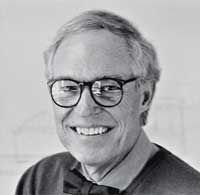
Niels Diffrient

Niels Diffrient (Star, Misisipi, 1928-Ridgefield, Connecticut, 8 de junio de 2013) fue un diseñador industrial estadounidense, que se desempeñó principalmente en la ergonomía del asiento. Sus diseños más recientes y conocidos son  los asientos Liberty y Freedom, fabricados por Humanscale. Estudió ingeniería en Detroit, al egresar se unió al estudio de diseño milanés de Marco Zanuso entre 1954 y 1955, y entre 1946 y 1951 en el de Eero Saarinen. En 1952 se incorporó a Henry Dreyfuss Associates, del cual fue socio en 1956. Allí realizó un trabajo de investigación en antropometría que luego fue publicado bajo el nombre de Humanscale, en 3 volúmenes.